# Ботезат Парасковія Андріївна
Поліна Ботезат (сценічний псевдонім Парасковії Андріївни Ботезат; 29 жовтня 1922, Чумашки — 2001) — молдавська радянська співачка (ліричне сопрано) і педагог, народна артистка Молдавської РСР (1966).

## Життєпис
Парасковія (Парскева) Ботезат народилася 29 жовтня 1922 року в селі Чумашки Новосибірської області Росії. Музичну освіту отримала спочатку в Новокузнецьку, а потім в Алма-Аті. У 1942—1943 роках вона була солісткою ансамблю пісні і танцю «Дойна» Кишинівської філармонії. У 1944-1947 роках Парасковія Ботезат перейшла до ансамблю пісні і танцю Центрального будинку культури залізничників Молдавії.
У 1947—1952 роках Парасковія Андріївна навчалася в Кишинівській консерваторії по класу професорки Лідії Бабич. У 1951—1955 рр. вона повернулась до виконавської діяльності і працювала солістккою Молдавської філармонії. У 1955—75 рр. — солістка Молдавського театру опери і балету в Кишиневі.
Парасковія Ботезат у 1951 році стала лауреаткою Всесвітнього фестивалю молоді і студентів у Берліні.
У 1952—1988 рр. вона викладала вокал у Кишинівській консерваторії імені Гавриїла Музическу. З 1965 року — доцент, а потім професор. Серед учнів Поліни Ботезат — народна артистка СРСР Марія Бієшу, американська співачка (меццо-сопрано) Ірина Мішура-Лехтман, італійська сопрано Наталія Маргарит та молдавська співачка Наталія Гаврілан.